# The Last of Us (televisieserie)
The Last of Us is een Amerikaans post-apocalyptische dramaserie gemaakt door Craig Mazin en Neil Druckmann voor HBO. De serie is gebaseerd op het gelijknamige computerspel uit 2013 dat werd ontwikkeld door Naughty Dog.
De serie is naar verluidt de grootste televisieproductie in de Canadese geschiedenis en werd gefilmd in Alberta van juli 2021 tot juni 2022. Het is de eerste HBO-serie die is gebaseerd op een computerspel en is een gezamenlijke productie van Sony Pictures Television, PlayStation Productions, Naughty Dog, The Mighty Mint en Word Games. Het eerste seizoen bestaat uit negen afleveringen, geschreven door Mazin en Druckmann. Druckmann schreef en regisseerde het originele spel. De originele spelcomponist Gustavo Santaolalla componeerde de partituur. De serie ging op 15 januari 2023 in première.

## Verhaal
De serie volgt Joel (Pedro Pascal), een smokkelaar die de taak heeft om de tiener Ellie (Bella Ramsey) door een post-apocalyptische Verenigde Staten te begeleiden.

## Rolverdeling
| Acteur                   | Personage                           | Seizoen     | Seizoen     |
| Acteur                   | Personage                           | 1           | 2           |
| ------------------------ | ----------------------------------- | ----------- | ----------- |
| Bella Ramsey             | Ellie Williams                      | Hoofdrol    | Hoofdrol    |
| Pedro Pascal             | Joel Miller                         | Hoofdrol    | Hoofdrol    |
| Gabriel Luna             | Tommy Miller                        | Terugkerend | Terugkerend |
| Anna Torv                | Theresa "Tess" Servopoulos          | Terugkerend |             |
| Lamar Johnson            | Henry Burrell                       | Terugkerend |             |
| Merle Dandridge          | Marlene                             | Terugkerend |             |
| Melanie Lynskey          | Kathleen Coghlan                    | Terugkerend |             |
| Nico Parker              | Sarah Miller                        | Terugkerend |             |
| Jeffrey Pierce           | Perry                               | Terugkerend |             |
| John Getz                | Edelstein                           | Terugkerend |             |
| Rutina Wesley            | Maria Miller                        | Bijrol      | Terugkerend |
| Nick Offerman            | Bill                                | Bijrol      |             |
| Murray Bartlett          | Frank                               | Bijrol      |             |
| Keivonn Woodard          | Sam Burrell                         | Bijrol      |             |
| Storm Reid               | Riley Abel                          | Bijrol      |             |
| Scott Shepherd           | David                               | Bijrol      |             |
| Troy Baker               | James                               | Bijrol      |             |
| Ashley Johnson           | Anna Williams                       | Bijrol      |             |
| Josh Brener              | Presenator talkshow                 | Gastrol     |             |
| John Hannah              | Dr. Neuman                          | Gastrol     |             |
| Christopher Heyerdahl    | Dr. Schoenheiss                     | Gastrol     |             |
| Brad Leland              | Mr. Adler                           | Gastrol     |             |
| Marcia Bennett           | Mrs. Adler                          | Gastrol     |             |
| Natasha Mumba            | Kim Tembo                           | Gastrol     |             |
| Brendan Fletcher         | Robert                              | Gastrol     |             |
| Christine Hakim          | Dr. Ratna Pertiwi                   | Gastrol     |             |
| Jason Ritter             | kruipende geïnfecteerde             | Gastrol     |             |
| Yayu Unru                | Lt. Generaal Agus Hidayat           | Gastrol     |             |
| Juan Magana              | Bryan                               | Gastrol     |             |
| Graham Greene            | Marlon                              | Gastrol     |             |
| Elaine Miles             | Florence                            | Gastrol     |             |
| Paolina van Kleef        | starend meisje                      | Gastrol     |             |
| Terry Chen               | kapitein Wong                       | Gastrol     |             |
| Ruby Lybbert             | Bethany                             | Gastrol     |             |
| Ari Rombough             | Joyce                               | Gastrol     |             |
| Sonia Maria Chirila      | Hannah                              | Gastrol     |             |
| Nelson Leis              | Josiah                              | Gastrol     |             |
| Jason Vaisvila           | Marco                               | Gastrol     |             |
| Benjamin Rogers          | Timothy                             | Gastrol     |             |
| Darren Dolynski          | Dr. Jerry Anderson                  | Gastrol     |             |
| Laura Bailey             | Kari                                | Gastrol     |             |
| Isabela Merced           | Dina                                |             | Hoofdrol    |
| Young Mazino             | Jesse                               |             | Hoofdrol    |
| Kaitlyn Dever            | Abigail "Abby" Anderson             |             | Terugkerend |
| Danny Ramirez            | Emanuel "Manny" Álvarez             |             | Terugkerend |
| Robert John Burke        | Seth                                |             | Terugkerend |
| Catherine O'Hara         | Gail Lynden                         |             | Terugkerend |
| Spencer Lord             | Owen Moore                          |             | Terugkerend |
| Ariela Barer             | Mel                                 |             | Terugkerend |
| Tati Gabrielle           | Nora Harris                         |             | Terugkerend |
| Jeffrey Wright           | Isaac Dixon                         |             | Terugkerend |
| Hettienne Park           | Elise Park                          |             | Terugkerend |
| Ezra Benedict Agbonkhese | Benjamin Miller                     |             | Terugkerend |
| Alanna Ubach             | Hanrahan                            |             | Terugkerend |
| Ben Ahlers               | Burton                              |             | Terugkerend |
| Noah Lamanna             | Kat                                 |             | Terugkerend |
| Gillian Barber           | raadslid                            |             | Terugkerend |
| Tony Dalton              | Javier Miller                       |             | Bijrol      |
| Joe Pantoliano           | Eugene Lynden                       |             | Bijrol      |
| Finn McCager             | Caleb                               |             | Gastrol     |
| William Belleau          | raadslid                            |             | Gastrol     |
| Rebecca Ferguson         | stalker                             |             | Gastrol     |
| Gustavo Santaolalla      | Brittany and the Jug Boys - Ronroco |             | Gastrol     |
| Reedan Elizabeth         | Amy                                 |             | Gastrol     |
| Makena Whitlock          | Constance                           |             | Gastrol     |
| Kelsey Lopes             | begrafenisondernemer                |             | Gastrol     |
| Billy Wickman            | Seraphite-verkenner                 |             | Gastrol     |
| Erica Pappas             | Rachel                              |             | Gastrol     |
| Hiro Kanagawa            | Carlisle                            |             | Gastrol     |
| Sarah Gore               | Amy-Beth                            |             | Gastrol     |
| Josh Peck                | Janowicz                            |             | Gastrol     |
| Jake Allyn               | Morello                             |             | Gastrol     |
| Maurice Dean Wint        | Seraphite-priester                  |             | Gastrol     |
| Laine MacNeil            | vrouwelijke Seraphite               |             | Gastrol     |

## Afleveringen

### Seizoen 1 (2023)
| Nr. | Afl. | Titel                            | Regisseur      | Schrijver(s)                 | Datum uitzending |
| --- | ---- | -------------------------------- | -------------- | ---------------------------- | ---------------- |
| 1 | 1    | When You're Lost in the Darkness | Craig Mazin    | Craig Mazin & Neil Druckmann | 15 januari 2023  |
| In 2003 veroorzaakt een uitbraak van een gemuteerde Cordyceps-schimmel een wereldwijde pandemie. Het verandert de geïnfecteerde slachtoffers in bloeddorstige wezens. Joel ontvlucht samen met zijn dochter Sarah en zijn broer Tommy Austin, terwijl de schimmel zich begint te verspreiden. Sarah wordt gedood door een soldaat die het bevel krijgt hen tegen te houden, terwijl Joel wordt gered door Tommy. Twintig jaar later woont Joel samen met zijn partner Tess als smokkelaar in de quarantainezone van Boston, die wordt beheerd door de Federal Disaster Response Agency (FEDRA). Wanneer Tommy geen contact met Joel kan opnemen vanuit zijn locatie in Wyoming, proberen ze een auto-accu te kopen bij Robert, een lokale dealer, maar deze wordt in plaats daarvan doorverkocht aan de Fireflies, een rebellengroep die zich verzet tegen de FEDRA. In een poging de accu terug te halen, ontdekken ze dat de deal is mislukt. Marlene, de leider van de Fireflies die gewond is geraakt tijdens de deal, smeekt Joel en Tess om de jonge Ellie naar het Massachusetts State House dat zich buiten de quarantainezone bevindt te brengen, in ruil voor voorraden en wapens. Ze worden betrapt door een soldaat terwijl ze naar buiten sluipen en Ellie steekt hem neer wanneer de soldaat hen test op infectie. De soldaat probeert haar neer te schieten, maar Joel slaat hem dood. Tess ontdekt dat Ellie besmet is, maar Ellie belooft hen dat ze niet zal veranderen. Ze beweert reeds drie weken geleden gebeten te zijn, terwijl alle slachtoffers binnen de dag veranderen. Het drietal gaat het biologisch besmettingsgebied binnen om de achtervolgende FEDRA-soldaten te ontvluchten. |      |                                  |                |                              |                  |
| 2 | 2    | Infected                         | Neil Druckmann | Craig Mazin                  | 22 januari 2023  |
| Twee dagen voor de initiële uitbraak verneemt een mycoloog in Jakarta het nieuws van de dreigende pandemie en adviseert de regering om de stad te bombarderen om verspreiding te voorkomen. In het heden legt Ellie aan Joel en Tess uit dat ze naar het westen moet worden gevoerd in de hoop te worden gebruikt om een geneesmiddel te vinden. Wanneer ze ontdekken dat de weg naar het State House wemelt van de geïnfecteerden, nemen de drie een alternatieve route door een museum, waar ze worden aangevallen door zogenaamde "klikkers". Klikkers zijn vergevorderde blinde geïnfecteerden die zich oriënteren door middel van echolocatie. Ellie wordt gebeten. Ze komen aan bij het State House en ontdekken dat alle Fireflies dood zijn. Tess onthult dat ze werd gebeten in het museum terwijl Ellie's beet begint te genezen, wat haar immuniteit bewijst. Joel schiet een geïnfecteerde neer, die door middel van een ondergronds mycelium de horde waarschuwt waar ze zich bevinden. Tess overtuigt Joel om te ontsnappen met Ellie terwijl ze achterblijft, het gebouw opblaast en zelfmoord pleegt samen met de horde. |      |                                  |                |                              |                  |
| 3 | 3    | Long, Long Time                  | Peter Hoar     | Craig Mazin                  | 29 januari 2023  |
| In het heden volgen Joel en Ellie de laatste instructies van Tess op en gaan op pad om Bill en Frank te vinden. Tijdens hun reis leert Joel Ellie over de executie van onschuldigen door de regering tijdens de eerste dagen van de uitbraak. In een flashback naar 2007 stuit Frank op het terrein van de paranoïde overlever Bill, die hem in huis neemt. De twee vormen een romantische relatie en delen hun passie voor muziek en eten. Enkele jaren later neemt Frank via de radio contact op met Tess en de koppels gaan een voorzichtige vriendschap aan. In het heden is Frank kreupel door een degeneratieve ziekte en vraagt Bill met hem te trouwen en hem vervolgens te euthanaseren met wijn doorspekt met een overdosis van zijn medicijnen. Bill stemt hier mee in, maar wil niet zonder Frank leven en drinkt van dezelfde wijn om samen met Frank te sterven. Joel en Ellie komen enige tijd later aan. Ze ontdekken een brief die Bill voor Joel heeft achtergelaten, waarin hij hem vertelt dat het beschermen van Frank zijn leven zin gaf na de uitbraak. Bill laat Joel zijn truck en wapens na. Joel neemt de truck en gaat samen met Ellie op zoek naar Tommy. |      |                                  |                |                              |                  |
| 4 | 4    | Please Hold to My Hand           | Jeremy Webb    | Craig Mazin                  | 5 februari 2023  |
| Joel en Ellie reizen door Missouri op weg naar Wyoming en maken een noodzakelijke omweg door de ruïnes van Kansas City, waar ze in een hinderlaag worden gelokt door rovers. Joel doodt twee van hen, maar een derde overmeestert hem en wurgt hem bijna voordat Ellie hem redt door de man met haar pistool neer te schieten. Meer rovers, geleid door Kathleen, vinden de lichamen. Kathleen gelooft dat Joel en Ellie contact hebben met een man die ze zoekt, genaamd Henry, en geeft opdracht tot een klopjacht. Kathleens onderbevelhebber, Perry, laat haar een kamer zien met iets dat ondergronds groeit, maar Kathleen beveelt hem het te verbergen totdat ze Henry vinden. Joel vindt een hoog gebouw waar hij en Ellie de nacht doorbrengen totdat ze een uitweg uit Kansas City kunnen vinden. Ze worden wakker en zien dat Henry en zijn broer Sam hen onder schot houden. |      |                                  |                |                              |                  |
| 5 | 5    | Endure and Survive               | Jeremy Webb    | Craig Mazin                  | 10 februari 2023 |
| Na een patstelling tussen Henry en Sam met Joel en Ellie, stelt Henry voor om samen de stad te ontvluchten via ondergrondse tunnels. Joel stemt aarzelend in. Henry geeft aan Joel toe dat hij verantwoordelijk was voor de dood van Kathleens broer in ruil voor medicatie voor Sam's leukemie. Nadat ze door de tunnels zijn ontsnapt, wordt de groep beschoten door een sluipschutter. Joel vermoordt hem, maar ontdekt dat de sluipschutter via een walkietalkie contact had met Kathleen, die arriveert met haar militie. Terwijl Kathleen zich voorbereidt om Henry te vermoorden, komt een groot aantal geïnfecteerden uit de grond tevoorschijn, waaronder een grote "bloater" die Perry doodt. Kathleen wordt gedood door een kind-klikker. Nadat de groep ontsnapt is en de nacht doorbrengt in een motel, laat Sam Ellie zien dat hij is gebeten. Ellie probeert hem te genezen door haar bloed op zijn wonde aan te brengen. De volgende ochtend valt een besmette Sam Ellie aan. Henry aarzelt maar doodt hem. Geschokt door zijn daad pleegt Henry zelfmoord. Joel en Ellie begraven hen en gaan te voet verder op weg naar het westen. |      |                                  |                |                              |                  |
| 6 | 6    | Kin                              | Jasmila Žbanić | Craig Mazin                  | 19 februari 2023 |
| Drie maanden na de dood van Henry en Sam bereiken Joel en Ellie een kleine maar bloeiende gemeenschap in Jackson, waar Joel wordt herenigd met Tommy. Tommy is ondertussen gehuwd met Maria, die zwanger is van hem. Ellie verneemt het lot van Sarah via Maria. Joel neemt Tommy in vertrouwen over Ellie's immuniteit en zijn eigen afnemende mentale toestand. Hij vraagt Tommy om Ellie naar de Fireflies te brengen, omdat hij bang is dat hij haar niet kan beschermen. Ellie hoort hen en confronteert Joel, die volhoudt dat hun wegen zullen scheiden. 's Morgens wacht Ellie op Tommy, die haar komt halen. In de stallen ontmoeten ze Joel, die zich heeft bedacht nadat hij aan zijn dochter dacht. Samen reizen ze te paard naar de Universiteit van Colorado. Ze ontdekken dat de Fireflies hun basis hebben verlaten en mogelijk zijn verhuisd naar een ziekenhuis in Salt Lake City. Er arriveert een groepje rovers aan de universiteit, waar Joel en Ellie aan proberen te ontsnappen. Wanneer een van hen Joel aanvalt, doodt Joel hem, maar hij wordt tijdens het gevecht neergestoken. Joel en Ellie weten te ontsnappen aan de anderen, maar Joel stort al snel in en valt van hun paard, waardoor Ellie niet zeker weet hoe ze verder moet. |      |                                  |                |                              |                  |
| 7 | 7    | Left Behind                      | Liza Johnson   | Neil Druckman                | 26 februari 2023 |
| Ellie en een gewonde Joel schuilen in een verlaten huis. Terwijl Joel de dood nadert, dringt hij er bij Ellie op aan hem te verlaten. Ze herinnert zich haar tijd op de militaire school van FEDRA, waar ze samen met haar beste vriendin Riley Abel naar toe ging. Terwijl Ellie vooral problemen veroorzaakt en ruzie maakt met haar leeftijdsgenoten, rende Riley weg en wordt ze al drie weken vermist. Riley sluipt terug naar hun slaapkamer en onthult aan Ellie dat ze zich bij de Fireflies heeft aangesloten. Ze neemt Ellie mee naar een verlaten winkelcentrum, waar ze een fotohokje, een speelhal en een draaimolen verkennen. Riley vertelt Ellie dat de Fireflies haar een post in Atlanta hebben toegewezen en dat het haar laatste nacht in Boston is. Terwijl Ellie aanvankelijk van streek is, overtuigt ze Riley om te blijven, waarop ze kussen. Een geïnfecteerde valt hen aan en Ellie slaagt erin hem te doden, maar beiden worden tijdens het gevecht gebeten. In tranen besluiten ze bij elkaar te blijven en te wachten tot de infectie toeslaat. In het heden vindt Ellie een naald en begint ze Joel's wond te hechten. |      |                                  |                |                              |                  |
| 8 | 8    | When We Are in Need              | Ali Abbasi     | Craig Mazin                  | 5 maart 2023     |
| Tijdens het jagen om eten te voorzien voor de nog steeds herstellende Joel ontmoet Ellie een predikant, David, en zijn medejager James. Ze ruilt haar hert in voor penicilline. David onthult dat de man die Joel neerstak in de Universiteit van Colorado een lid was van zijn groep. Ellie vlucht om Joel te kunnen behandelen. De volgende dag ziet ze David en enkele van zijn mannen aankomen om wraak te nemen op Joel. Ze trekt hun aandacht om hen weg te lokken van Joel, maar wordt gevangen genomen. In het kamp van David onthult hij dat hij en zijn groep door de voedselschaarste zijn overgegaan tot kannibalisme. Ondertussen ontwaakt Joel en martelt enkele van Davids mannen om hem de verblijfplaats van Ellie aan te duiden op een kaart. David en James proberen Ellie te vermoorden, maar ze doodt James en ontsnapt. David jaagt haar op en probeert haar aan te randen, maar ze weet hem te overweldigen en doodt hem met een vleesmes. Joel vindt een getraumatiseerde Ellie buiten het brandende gemeenschapscentrum van de cultus en troost haar. |      |                                  |                |                              |                  |
| 9 | 9    | Look for the Light               | Ali Abbasi     | Craig Mazin                  | 12 maart 2023    |
| In een flashback wordt getoond hoe Ellie's moeder Anna gebeten wordt door een geïnfecteerde terwijl ze bevalt van Ellie. Ze wordt gevonden door Marlene, die aarzelend Ellie meeneemt en Anna vermoordt, op diens verzoek. In het heden vangen Firefly-soldaten Ellie en slaan Joel bewusteloos. Nadat Joel wakker wordt in een ziekenhuis, legt Marlene uit dat ze Ellie voorbereiden op een operatie om een remedie te kunnen ontwikkelen, maar de operatie zal haar dood betekenen. Marlene geeft opdracht om Joel weg te leiden. Hij vecht echter terug en doodt de meeste soldaten en de hoofdchirurg. Joel vindt Ellie en verlaat het ziekenhuis. Marlene onderschept hen en zegt dat er nog tijd is om een remedie te vinden, maar Joel schiet haar neer en doodt haar. Wanneer Ellie wakker wordt, liegt Joel en vertelt haar dat de Fireflies andere personen die immuun zijn hadden gevonden, maar geen remedie kunnen ontwikkelen. Terwijl ze naar Jackson wandelen, drukt Ellie haar schuldgevoel uit. Ze staat erop dat Joel zweert dat zijn verhaal over de Fireflies waar is. Ze accepteert verbaal zijn woorden. |      |                                  |                |                              |                  |

### Seizoen 2 (2025)
| Nr. | Afl. | Titel              | Regisseur          | Schrijver(s)                                | Datum uitzending |
| --- | ---- | ------------------ | ------------------ | ------------------------------------------- | ---------------- |
| 10 | 1    | Future Days        | Craig Mazin        | Craig Mazin                                 | 13 april 2025    |
| In Salt Lake City begraaft een groep overlevende Fireflies de doden van het bloedbad in het ziekenhuis. Een van hen, Abby, staat erop Joel op te sporen, maar dit wordt haar afgeraden door Owen, die voorstelt dat ze zich eerst hergroeperen in Seattle. Abby zweert wraak op Joel. Vijf jaar later wonen Joel en Ellie nog steeds in Jackson, Wyoming, maar hun relatie is gespannen geworden. Joels psychotherapeute Gail geeft toe dat ze hem haat omdat hij haar man Eugene heeft vermoord, terwijl Joel zijn verdriet over Ellie uit en bekent dat hij haar heeft gered, hoewel hij zijn moorden op de Fireflies in het ziekenhuis verzwijgt. Tijdens een patrouille vinden Ellie en Dina een geïnfecteerd nest in een supermarkt, en Ellie doodt een nieuw type geïnfecteerde dat haar in stilte achtervolgt en probeert in een hinderlaag te lokken. Ellie en Dina kussen elkaar op een feestje, wat leidt tot een homofobe belediging van bareigenaar Seth. Nadat Joel hem aanvalt, zegt een woedende Ellie tegen Joel dat ze zijn hulp niet nodig heeft, en hij vertrekt. Geïnfecteerde ranken beginnen Jackson binnen te dringen via een gebroken pijpleiding, terwijl Abby en haar vrienden – die hebben gezworen Joel te vermoorden voor het bloedbad in het ziekenhuis – het stadje van op afstand observeren.                                 |      |                    |                    |                                             |                  |
| 11 | 2    | Through the Valley | Mark Mylod         | Craig Mazin                                 | 20 april 2025    |
| Nadat ze onderdak hebben gevonden in een lodge in de buurt van Jackson, blijft Abby standvastig in haar missie om Joel te doden. Haar vrienden, die bezorgd zijn over de zwaar beveiligde stad, overwegen zich terug te trekken. Terwijl ze Jackson in de gaten houdt, wekt Abby per ongeluk een grote horde geïnfecteerden die zich onder de sneeuw verschuilen. Ze ontsnapt en wordt gered door Joel, die samen met Dina op patrouille is. In Jackson worden de geïnfecteerde ranken per ongeluk blootgelegd, waardoor de horde naar de stad wordt geleid. Onder leiding van Tommy en Maria slaan de inwoners de doorgebroken geïnfecteerden af, maar desondanks lijdt Jackson zware schade en vele slachtoffers. Abby neemt Joel en Dina mee naar de lodge, waar Dina verdoofd wordt en Abby onthult dat ze de dochter is van de Firefly-dokter die door Joel in het ziekenhuis werd gedood. Ze schiet Joel in zijn been en slaat hem bruut met een golfclub. Ellie komt de lodge binnen, maar wordt tegengehouden door Abby's groep en gedwongen toe te kijken hoe Abby Joel dodelijk in zijn nek steekt met de gebroken steel van de golfclub. Ellie zweert Abby te doden, en Abby's groep vertrekt. Terwijl Jackson begint te herstellen van de strijd, keren Ellie, Dina en Jesse naar huis met Joels lichaam.                                         |      |                    |                    |                                             |                  |
| 12 | 3    | The Path           | Peter Hoar         | Craig Mazin                                 | 27 april 2025    |
| Ellie verbleef drie maanden in het hospitaal. Bij haar ontslag uit de kliniek vertelt Dina haar dat de groep die Joel heeft vermoord leden zijn van het Washington Liberation Front (WLF) en zijn gevestigd in Seattle. Tijdens een bijeenkomst in het raadshuis verzetten verschillende dorpsbewoners zich tegen het sturen van een groep naar Seattle om hen op te sporen. Ellie leest een brief voor waarin ze de dorpsbewoners overtuigt de groep uit rechtvaardigheid te sturen, niet uit wraak, maar de raad verwerpt het voorstel. Terwijl Ellie wapens verzamelt om alleen naar Seattle te vertrekken, vertelt Dina haar dat ze met haar meegaat, de juiste voorraden al heeft verzameld en een reisroute heeft gepland. Seth, die Ellie openlijk steunde tijdens de bijeenkomst, helpt hen Jackson te verlaten. De volgende ochtend laat Ellie koffiebonen achter op Joels graf. Later komen zij en Dina een groep gedode Seraphites tegen, waaronder een jong kind, waarvan Dina moet overgeven. Ze komen aan in Seattle en merken dat er geen WLF-leden meer zijn. Ondertussen marcheert een konvooi van tientallen soldaten door de straten van Seattle met verschillende pantservoertuigen. |      |                    |                    |                                             |                  |
| 13 | 4    | Day One            | Kate Herron        | Craig Mazin                                 | 4 mei 2025       |
| In 2018 vermoordt Isaac Dixon zijn team van de Federal Disaster Response Agency (FEDRA) en stapt over naar de WLF. Elf jaar later ondervraagt en doodt Isaac, inmiddels leider van de WLF, een Seraphite die weigert de locatie van een mogelijke volgende aanval van zijn gemeenschap te delen. Op hun eerste dag in Seattle stuiten Ellie en Dina op de overblijfselen van de conflicten tussen FEDRA en de WLF. Ze verstoppen zich in een muziekwinkel, waar Ellie op een gitaar een lied speelt voor Dina. 's Nachts stuiten ze op verschillende WLF-soldaten die bruut zijn vermoord door de Seraphites, en ontwijken ze een aankomend WLF-back-upteam. De twee ontsnappen aan de WLF en de geïnfecteerden in de metro, maar Ellie wordt gebeten terwijl ze Dina redt. Terwijl ze zich verstoppen in een verlaten theater, bereidt een diepbedroefde Dina zich voor om Ellie neer te schieten, die uitlegt dat ze immuun is. Dina bekent aan Ellie dat ze zwanger is, waarop ze seks hebben. De volgende ochtend horen ze via een gestolen walkietalkie hoe de WLF, inclusief Abby's vriendin Nora, in het Lakehill-ziekenhuis is gestationeerd. Dina vertelt Ellie dat ze nog steeds met haar mee wil. |      |                    |                    |                                             |                  |
| 14 | 5    | Feel Her Love      | Stephen Williams   | Craig Mazin                                 | 11 mei 2025      |
| Onderweg naar het ziekenhuis komen Ellie en Dina nog meer dode Seraphites tegen. Ellie vraagt zich af of het slim is van Dina om mee te gaan, maar Dina herhaalt haar toewijding aan hun wraakmissie. Ze worden in een verlaten pakhuis overvallen door stalkers en gered door Jesse, die met Tommy in Seattle is aangekomen om de twee te zoeken. Achtervolgd door de WLF gaan de drie een park in en zijn getuige van de Seraphites die een WLF-soldaat ophangen en openrijten. Dina wordt met een pijl in haar been geschoten en Jesse draagt haar het park uit, terwijl Ellie een afleidingsmanoeuvre bedenkt om de Seraphites af te leiden. Nadat ze hen ontweken heeft, gaat Ellie alleen verder naar het ziekenhuis. Ze achtervolgt Nora de quarantainekelder in, die bedekt is met door de lucht verspreide Cordyceps-sporen, die Nora infecteren, maar niet Ellie. Nora realiseert zich dat Ellie het immuun meisje was voor wie Joel de Fireflies had gedood. Ellie onthult dat ze al weet wat Joel deed om haar te redden en slaat Nora met een pijp om Abby's verblijfplaats te weten te komen. |      |                    |                    |                                             |                  |
| 15 | 6    | The Price          | Neil Druckmann     | Neil Druckmann & Halley Gross & Craig Mazin | 18 mei 2025      |
| Een reeks flashbacks beschrijven de interacties tussen Joel en Ellie op haar verjaardag. Voor haar vijftiende verjaardag geeft hij haar een zelfgemaakte gitaar en op haar zestiende verjaardag neemt hij haar mee naar een verlaten museum, waar ze gefascineerd raakt door de tentoonstellingen over ruimteverkenning. Op haar zeventiende verjaardag onderbreekt hij boos een intiem moment tussen Ellie en Kat, wat voor spanning zorgt. Op haar negentiende verjaardag neemt hij haar mee op haar eerste patrouille. Ze komen Gails echtgenoot Eugene tegen, die gebeten is. Joel belooft Ellie dat hij Eugene terug naar Jackson zal brengen om afscheid te nemen van Gail, maar Joel leidt Eugene in plaats daarvan weg en executeert hem. Joel liegt tegen Gail dat Eugene ervoor koos zelfmoord te plegen in plaats van haar in gevaar te brengen. Ellie, die zich nu realiseert dat hij over de Fireflies heeft gelogen, onthult de waarheid aan Gail. Negen maanden later, na het nieuwjaarsbal, confronteert Ellie Joel met zijn daden in het ziekenhuis. In tranen bekent hij alles, maar geeft toe dat hij geen spijt heeft van zijn beslissingen. Ze zegt dat ze denkt dat ze hem niet kan vergeven, maar dat ze het wel wil proberen. In het heden keert Ellie terug naar het theater.                                                        |      |                    |                    |                                             |                  |
| 16 | 7    | Convergence        | Nina Lopez-Corrado | Neil Druckmann & Halley Gross & Craig Mazin | 25 mei 2025      |
| Ellie hergroepeert zich met Dina en Jesse, geschokt door haar eigen wreedheid tegenover Nora. Ze vertelt Dina wat Joel in het ziekenhuis in Salt Lake City heeft gedaan, waarop Dina voorstelt om naar huis terug te keren. Ellie en Jesse onderscheppen een WLF-oproep over een sluipschutter, van wie Jesse denkt dat het Tommy is. Hij achtervolgt de bron van de schoten, terwijl Ellie een motorboot in beslag neemt om naar een nabijgelegen aquarium te varen, waar ze op basis van informatie van Nora denkt dat Abby zich bevindt. Isaac en de WLF bereiden zich voor om het eiland van de Seraphites aan te vallen. Na ternauwernood een confrontatie met een groep Seraphites te hebben overleefd, gaat Ellie het aquarium binnen en treft Owen en een zwangere Mel aan. Ze houdt hen onder schot en eist meer informatie over Abby's verblijfplaats. Wanneer Owen een pistool grijpt, schiet Ellie hem dood. De kogel raakt de zwangere Mel, die Ellie smeekt om haar baby te redden via een keizersnede, maar Ellie is te geschokt om dat te doen voordat Mel sterft. Tommy en Jesse arriveren om de radeloze Ellie terug te brengen naar het theater. Abby overvalt hen, doodt Jesse, verwondt Tommy en houdt Ellie onder schot. Er klinkt een schot. Drie dagen eerder maakt Manny Abby wakker en vertelt haar dat Isaac hen heeft opgeroepen. |      |                    |                    |                                             |                  |

## Productie

### Ontwikkeling
Na de release van Naughty Dog's computerspel The Last of Us in 2013, werd eerder al twee keer geprobeerd om het te verfilmen: een speelfilm geschreven door Neil Druckmann, de schrijver en creatief directeur van het spel. Deze film zou geproduceerd worden door Sam Raimi. Het tweede project was een korte animatiefilm van Oddfellows die werd geannuleerd door Sony. In maart 2020 werd een televisieserie aangekondigd in de planningsfase bij HBO, die naar verwachting de gebeurtenissen van dit spel en mogelijk enkele delen van het vervolg The Last of Us Part II zal behandelen. Naast Druckmann werd Craig Mazin genoemd om te helpen bij het schrijven en produceren van de serie, terwijl televisieproducent Carolyn Strauss en Naughty Dog-president Evan Wells als extra uitvoerende producenten werden genoemd, en Gustavo Santaolalla, die aan de games werkte als componist van de serie. De serie werd aangekondigd als een gezamenlijke productie van Sony Pictures Television, PlayStation Productions en Naughty Dog. Het is de eerste show geproduceerd door PlayStation Productions. De show wordt geproduceerd onder de bedrijfsnaam Bear and Pear Productions.
Johan Renck, Mazins medewerker aan zijn vorige HBO-serie Chernobyl, werd in juni 2020 aangekondigd als uitvoerend producent en regisseur van de pilotaflevering. In november 2020 was hij gestopt vanwege planningsconflicten als gevolg van de COVID-19-crisis. HBO gaf groen licht voor de serie op 20 november 2020. Asad Qizilbash en Carter Swan van PlayStation Productions werden benoemd tot uitvoerende producenten en Word Games werd toegevoegd als productiebedrijf. In januari 2021 voegde Mighty Mint zich bij de productie en werd Kantemir Balagov aangekondigd als de regisseur van de pilootaflevering. Balagov was al een aantal jaren geïnteresseerd in het verfilmen van het spel en zou graag verschillende van de eerste afleveringen van de serie hebben geregisseerd. In oktober 2022 zei Balagov dat hij het project een jaar eerder had verlaten vanwege creatieve meningsverschillen en zijn werk zou niet in de show te zien zijn. Rose Lam werd in februari 2021 toegevoegd als uitvoerend producent.
Volgens de Directors Guild of Canada begon de preproductie voor de serie in Calgary, Alberta, op 15 maart 2021. Mazin arriveerde in mei in Calgary. Ali Abbasi en Jasmila Žbanić werden in april 2021 aangekondigd als extra regisseurs. In juli zei Mazin dat het eerste seizoen uit tien afleveringen zou bestaan en dat er nog twee regisseurs moesten worden aangekondigd. In november 2022 werd het aantal van negen afleveringen van het eerste seizoen bevestigd. In juli 2021 onthulde de DGC dat Peter Hoar was aangesteld om te regisseren, in augustus gevolgd door Mazin, in september door Druckmann en in januari 2022 door Liza Johnson en Jeremy Webb. In februari 2022 bevestigde Druckmann dat hij een aflevering had geregisseerd. Directeur fotografie Nadim Carlsen, een frequente medewerker van Abbasi, merkte op dat hij samen met hem aan de negende en tiende aflevering werkte. Paul Becker choreografeerde de serie, en Barrie Gower is de protheseontwerper, verantwoordelijk voor de ontwerpen van de geïnfecteerden. Visual effects studio DNEG is betrokken bij de serie.
The Last of Us zou de grootste televisieproductie in de Canadese geschiedenis zijn, die naar verwachting meer dan 200 miljoen Canadese dollar aan inkomsten zal genereren voor Alberta. Volgens Damian Petti, voorzitter van de Canadese kunstenaarsvakbond IATSE 212, overschrijdt het budget van de show 10 miljoen Canadese dollar per aflevering, sommige bronnen suggereerden dat het budget dichter bij 15 miljoen per aflevering zou liggen, en Jason Kenney, de premier van Alberta, werd naar verluidt verteld dat het budget 200 miljoen per jaar zou kunnen bereiken. Luke Azevedo, filmcommissaris van Petti en Calgary, was van mening dat het productieteam Alberta gedeeltelijk koos voor productie vanwege het besluit van de regering in 2021 om het belastingkredietplafond van 10 miljoen per project af te schaffen. IATSE 212 beweerde dat de productie leidde tot een toename van 30 procent in vakbondslidmaatschap en werkgelegenheid. Het productieteam bestaat uit vijf artdirectors en honderden technici. Rodnyansky zei dat de show meerdere seizoenen zal duren, terwijl Kenney beweerde dat het wel acht seizoenen zou kunnen duren. Mazin suggereerde dat een tweede seizoen waarschijnlijk is als het eerste goed wordt ontvangen. Druckmann zei dat het eerste seizoen de gebeurtenissen van het eerste spel zal behandelen.

### Casting
Op Internationale Vrouwendag op 8 maart 2020 bevestigde Druckmann dat verschillende personages uit de games in de show zouden verschijnen, waaronder Ellie, Riley, Tess, Marlene en Maria. Op 10 februari 2021 werden Pascal en Ramsey gecast als respectievelijk Joel en Ellie. Eerder die dag werd gemeld dat Mahershala Ali de rol van Joel had gekregen nadat Matthew McConaughey deze had afgewezen. The Hollywood Reporter merkte op dat Ali "wel een rol omcirkelde" in de show, maar er kwam nooit een deal. Er werd aangekondigd dat Gabriel Luna op 15 april 2021 in een hoofdrol als Tommy zou worden gecast en dat Dandridge op 27 mei haar rol van Marlene uit de computerspellen zou hernemen. In mei verspreidde Classic Casting een castingoproep voor figuranten uit Calgary, Fort Macleod, High River en Lethbridge. Iedereen ouder dan 18 jaar kon zich aanmelden, en degenen in het bezit van voertuigen van 1995 tot 2003 werden aanbevolen. Er werd aangekondigd dat Parker op 30 juni als Sarah werd gecast. De casting van Pierce, Bartlett en O'Neill als respectievelijk Perry, Frank en Bill werd aangekondigd op 15 juli, gevolgd door Torv als Tess op 22 juli. Leland beweerde dat hij tegen oktober 2021 enkele scènes voor de show had gefilmd. Op 5 december beweerde Bartlett dat Offerman in de show zou verschijnen in een rol die dicht bij de zijne lag. Op 9 december onthulde Žbanić de casting van Greene, Miles en Wesley. Reid's casting als Riley Abel werd aangekondigd op 14 januari 2022. In februari verspreidde Mazin een castingoproep voor een jongen van 8–14 jaar die doof en zwart is en bedreven is in Amerikaanse gebarentaal of zwarte Amerikaanse gebarentaal. Deaf West Theatre bevestigde dat dit voor het personage Sam was, die zal verschijnen in twee afleveringen die in maart en april werden gefilmd. In juni kondigde Druckmann aan dat Troy Baker en Ashley Johnson in de serie zouden spelen. De casting van Lamar Johnson en Woodard als Henry en Sam werd in augustus aangekondigd, samen met de officiële aankondiging van Greene en Miles als Marlon en Florence. Lynskey's casting als Kathleen werd in september aangekondigd naast de teaser-trailer, terwijl Shepherd's casting in december in de eerste trailer werd onthuld.

### Script
Mazin en Druckmann schreven de serie. Volgens de Writers Guild of America West, schreven Druckmann en Mazin samen de eerste twee afleveringen. Druckmann schreef de achtste aflevering en Mazin schreef de overige zeven. Mazin - een fan van het videospel, die het ongeveer twaalf keer had gespeeld - werd voorgesteld aan Druckmann via Shannon Woodward, een wederzijdse vriend die Dina speelde in The Last of Us Part II. Druckmann, een fan van Mazin's serie Chernobyl, werkte oorspronkelijk aan een verfilming van het spel. Mazin vond dat het de lengte en het tempo van een televisieserie vereiste, en Druckmann was het daarmee eens. Mazin zei dat de serie een paradigmaverschuiving kan betekenen voor film- en televisieaanpassingen van videogames vanwege de kracht van het verhaal, en merkte op dat "het HBO-managers slechts 20 minuten zou kosten op Google om te realiseren dat The Last of Us de Lawrence of Arabia is van videogameverhalen". Mazin zei dat de wijzigingen die worden aangebracht voor de aanpassing "bedoeld zijn om dingen op te vullen en uit te breiden, niet om ongedaan te maken, maar om te verbeteren". Hij merkte op dat de serie episodische verhaallijnen vermeed, zoals willekeurige ontmoetingen die niet in het originele verhaal voorkomen. Hij zei dat inhoud die uit het spel is geknipt, aan de show zal worden toegevoegd. Druckmann merkte op dat sommige scripts van de show de dialoog rechtstreeks uit het spel leenden, terwijl andere meer afwijken. Sommige van de actievolle sequenties van het spel zullen worden gewijzigd om meer te focussen op het karakterdrama van de show, op aanmoediging van HBO. Druckmann merkte op dat de serie de tegenovergestelde benadering van aanpassing hanteerde dan de film Uncharted, gebaseerd op de videogameserie van Naughty Dog. Terwijl Uncharted een nieuw verhaal vertelde met momenten uit de games om een "Uncharted-smaak" te geven, is The Last of Us een directe aanpassing met kleine afwijkingen, waardoor wijzigingen zoals het veranderen van personageperspectieven mogelijk zijn op een manier die onbereikbaar is in een meeslepend spel. De uitbraak van de pandemie vindt in de serie plaats in 2003, in tegenstelling tot 2013 zoals in het spel.

### Muziek
Gustavo Santaolalla componeerde de muziek voor de televisieserie. Hij zei dat Latino-kijkers "accenten zullen herkennen" van zijn muziek. Hij putte uit zijn ervaringen in film en televisie, nadat hij de thema's en enkele nummers had gecomponeerd voor Jane the Virgin (2014–2019) en Making a Murderer (2015–2018).

## Trivia
- Zowel Pedro Pascal als Bella Ramsey speelden mee in de HBO-serie Game of Thrones. Pascal speelde Oberyn Martell en Ramsey speelde Lyanna Mormont.
- Merle Dandridge speelde haar rol van Marlene uit de games opnieuw.
- Troy Baker sprak de stem van Joel Miller in in het originele spel.
- Ashley Johnson sprak de stem van Ellie Williams in in het originele spel. In de serie speelt ze de moeder van Ellie.
- Jeffrey Pierce sprak de stem van Tommy Miller in in het originele spel.
- Jeffrey Wright speelde zijn rol van Isaac uit de tweede game opnieuw.
- In de laatste scène van de laatste aflevering van Seizoen 2 leest Abbey een boek "Thieves of the City" van Ben Davidoff, wat niet bestaat. Maar wel "City of Thieves" van David Benioff. Dat gaat over de belegering van Stalingrad door de Duitsers in WWII.